# Cerkev sv. Janeza Evangelista, Krško
Cerkev sv. Janeza Evangelista v Krškem je župnijska cerkev Župnije Krško.

## Zgodovina
Prvotna cerkev je bila po vsej verjetnosti zgrajena v 15. stoletju in je bila podružnica Župnije Leskovec pri Krškem. Grb mesta Krško iz leta 1477 že prikazuje glavnega zavetnika svetega Janeza Evangelista. Češčenje tega svetnika v srednjem veku na splošno ni bilo preveč razširjeno, saj le-ta ni bil mučenec. Zavetnik Krškega je najbrž postal zaradi vinorodnega okoliša mesta, saj se na šentjanževo, 27. decembra, blagoslavlja vino, ki je veljalo za obredno pijačo in so ga pili ob slovesih za srečno pot, pa tudi ob sklepanju kupčij na sejmih in podobno. Tako je bil svetnik predvsem zavetnik popotnikov, gostišč in vina. Leta 1573 je cerkev zaradi kmečkega upora do tal pogorela.
Sedanja cerkev je bila zgrajena leta 1582. Imela je štiri oltarje: poleg glavnega oltarja sv. Janeza Evangelista še oltar svetega Rešnjega telesa, ki ga danes ni več, ter oltarja svetega Nikolaja in Matere Božje.
Ob priložnosti ustanovitve samostojne župnije Krško leta 1894 je bila cerkev s podporo dobrotnice Josipine Hočevar temeljito prezidana, tako da je od stare zgradbe ostal samo zvonik, ki je dobil korenasto streho, in del pod korom. Zunanje reliefne podobe je izdelal kipar Ivan Zajec –  dokončane so bile leta 1899. Zajec je dobil naročilo po poti sorodstva z Josipino, saj je bila slednja polsestra Ivanove mame Josipine. Hočevarjeva mu je tudi omogočila študij na Dunaju, po tem ko je pri osemnajstih letih njegov oče obubožal in kmalu zatem tudi umrl. S svojimi krškimi reliefi je takoj vzbudil širšo pozornost.

## Arhitektura
Arhitektura je neoromanska. Fasado pročelja tvorita dva vhodna portala s polkrožnima timpanonoma, dva medaljona nad njima ter nad slednjima strmo čelo s kipom Matere Božje in dvema fialama ob straneh. Še en medaljon se nahaja na zunanji steni prezbiterija. Omenjena umetniška dela so narejena iz istrskega kamna in se uvrščajo v zgodnje Zajčevo delo.
Notranjost cerkve je banjasto obokana, prostor pod korom še hrani nekatere baročne značilnosti. Tu se nahajata dva nagrobnika – prvi je iz belega marmorja in je posvečen Andreju Koprivi († 1648), mestnemu svetniku in trgovcu, drugi, ki je iz črnega kamna, je posvečen rodni družini leskovškega župnika Gašperja Thunckelsteinerja (kot župnik omenjen v letih 1674–1692). Krstni kamen ima preprosto kelihasto obliko in vsebuje ime župnika Polidorja de Montagnane (župnik v letih 1567–1601). Na steni na desni strani pod korom visi slika Marijinega oznanjenja iz poznega 16. ali zgodnjega 17. stoletja, ki je bila najbrž narejena po grafični predlogi kakšne severnoitalijanske slike. Sliko Janeza Evangelista v glavnem oltarju je leta 1861 naslikal Pavel Künl. Njena baročna predhodnica, ki upodablja apostola na otoku Patmos in je delo Valentina Metzingerja, se danes nahaja v župnišču. Desni stranski oltar vsebuje sliko svetega Nikolaja in je iz 2. polovice 19. stoletja. Marijino sliko v levem stranskem oltarju je leta 1904 po nemški predlogi naslikal Fran Klemenčič, ki je sicer otroštvo preživljal v bližnjem Boštanju, zatem pa dve leti živel tudi v Krškem (do leta 1909).
Zunaj ob cerkvi stoji stebrasto kamnito znamenje svetega Janeza, ki je poznorenesančnega tipa in je bilo najbrž postavljeno kot spomin na kugo. V tabernakljastem nastavku so v polkrožnih nišah upodobljeni Križani, sveti Matej, sveti Jernej, medtem ko je četrta stran prazna. Pod Križanim je napis: 1635 MATTEVS OC(?) /.../ MAT DAS KREVZ LASEN MACHEN GOT ZU EHRE.

### Reliefi Ivana Zajca
- Levi timpanon:
»Jutro« in trije lebdeči angelci: sejalec, pevec in še eden, ki ob vzhajajočem soncu zaliva cvetje
- Desni timpanon:
»Večer« in trije lebdeči angelci ob trti z grozdi in polmesecu nad krško cerkvijo, ki nosijo mir in sanje
- Levi medaljon:
Čudež s kelihom, ko v Efezu poganski duhovnik izroči Janezu Evangelistu zastrupljeni kelih, iz katerega po apostolovem blagoslovu zleze kača
- Desni medaljon:
Janez Evangelist na otoku Patmos od angela prejema razodetje
- Medaljon na prezbiteriju:
Sveta Trojica in mali kerub z žezlom v roki, ki nakazuje vero v Boga[12]
- Stebrasto znamenje svetega Janeza